# Léner András
Léner András (Budapest, 1972. január 2. –) magyar színházi rendező, egyetemi oktató.

## Életrajz
A budapesti Eötvös József Gimnáziumban érettségizett 1990-ben. Diplomáját 1997-ben szerezte a Színház- és Filmművészeti Egyetemen, színházrendező szakon, ahol 1997–2012 között tanársegédként oktatott is. 2005-ben az SZFE ösztöndíjasaként doktori képzésen (DLA) vett részt. 2001–2012 között a Táncművészeti Egyetem modern koreográfus szakán tartott színházi gyakorlat órákat. 2008–2010 között a Liszt Ferenc Zeneművészeti Egyetem óraadó oktatója volt. A kaposvári Csiky Gergely Színház társulati tagja volt (2001–2007); 1996–1998 között a budapesti Madách Színház tagja, 2007-től 2012-ig vezető rendezőként tevékenykedett a Budapesti Kamaraszínháznál. 2018-ban megalapította a Károli Gáspár Református Egyetem Egyetemi Színpadát. 2016-2019: Magyar Máltai Szeretetszolgálat Tiszabői Általános Iskola: önkéntes drámatanár. 2020-ban a Spirit Színház főrendezője volt.
Édesapja Léner Péter rendező, színigazgató, fia, Lehner Benedek 2010-ben született.
Németül tárgyalási szinten, angolul társalgási szinten beszél.

## Díjak
- Vámos László-díj (2006)
- Thália Alapítvány nívó-díj (2007)

## Színházi munkái
A Színházi adattárban regisztrált bemutatóinak száma: 25.

### Főbb rendezései
- Eugène Ionesco: A kötelesség oltárán (Ódry Padlás, 1996.)
- Szép Ernő: Május (Ódry Színpad, 1997.)
- Bródy Sándor: A medikus (Madách Színház, 1997.)
- Kosztolányi Dezső - Tasnádi István: Édes Anna (Madách Kamara, 1997.)
- Bródy Sándor: A tanítónő (Nyíregyházi Móricz Zsigmond Színház, 1998.)
- Németh László: Széchenyi (Debreceni Csokonai Színház, 2000.)
- A Frankfurti Goethe Egyetem és a Budapesti SzFE közötti első közös project vezetése és a produkció rendezése (Frankfurt, 2000.)
- Raymond Queneau: Stílusgyakorlatok (Frankfurt - Theater 695, 2000.)
- Brian Friel: Philadelphia Nincs más út - magyarországi bemutató - (Kaposvári Csiky Gergely Színház, 2001.)
- Tennessee Williams: Az üvegfigurák (Kaposvári Csiky Gergely Színház, 2002.)
- August Strindberg: A pelikán (Budapesti Kamara Színház, 2002.)
- Szép Ernő: Lila ákác (Kaposvári Csiky Gergely Színház, 2003.)
- Vaclav Čtvrtek–Kárpáti Péter: Rumcájsz a rabló (Kaposvári Csiky Gergely Színház, 2004)
- Balázs Béla: A kékszakállú herceg vára (Kaposvári Csiky Gergely Színház, 2005.)
- Yasmina Reza: Művészet (Nyíregyházi Móricz Zsigmond Színház, 2006.)
- Sven Regener - Tasnádi István: Berlin Blues - magyarországi bemutató - (Budapesti Kamaraszínház, 2007.)
- V. és O. Presznyakov: Padlószőnyeg (Budapesti Kamaraszínház, 2007)
- Giacomo Puccini: Gianni Schicchi (Liszt Ferenc Zeneművészeti Egyetem, 2009)
- Victor Hugo: A királyasszony lovagja (Thália Színház, 2010)
- Ch. Hampton: Teljes napfogyatkozás (Budapesti Kamaraszínház, 2011)
- Brian Friel: Philadelphia nincs más út (Thália Színház, Kassa – szlovákiai bemutató, 2011)
- Költők másképpen – kortárs irodalmi rendhagyó sorozat (Budapesti Kamaraszínház, 2012)
- Jon Fosse: Valaki jön majd (Rózsavölgyi Szalon, 2013)
- Gárdonyi Géza: Ábel és Eszter (Rózsavölgyi Szalon, 2013)
- Horváth Péter: Csaó Bambínó (Thália Színház, Kassa – szlovákiai bemutató, 2013)
- Grecsó Krisztián: Mellettem elférsz (Bécs, Theater Brett, osztrák bemutató, 2014)
- Grecsó Krisztián: Mellettem elférsz (Rózsavölgyi Szalon, 2014)
- William Shakespeare: Tévedések vígjátéka (Kassa, Thália Színház, 2015)
- Polcz Alaine: Asszony a fronton (Bécs, Theater Brett, 2015)
- Déry Tibor–Makk Károly: Szerelem (Rózsavölgyi Szalon, ősbemutató, 2016)
- Hubay Miklós: Néró (Szegedi Nemzeti Színház, 2016)
- Szabó Magda: Az ajtó (Theater Brett, Bécs – osztrák ősbemutató, 2017)
- Páskándi Géza: Lélekharang (Dunaújvárosi Bartók Kamaraszínház, 2018)
- Ayad Akthar: Kitaszított; magyarországi bemutató (Spirit Színház, 2019)
- Francois Banier: Soha nem szerettelek (2020, Spirit Színház)
- Zelei Miklós: Vendégség (Rózsvölgyi Közösségi Ház, Budapest, 2020)
- Mikó Csaba–Závada Péter–Szemenyei János: Sándor Mátyás (musical ősbemutató, Dunaújvárosi Bartók Kamaraszínház, 2020)
- Egressy Zoltán: Gordius (ősbemutató, Zichy Színműhely-Hatszín Teátrum, 2021)
- Próbaút, etüdök Páskándira (Gózon Gyula Kamaraszínház, 2021)
- Nemes Nagy Ágnes: Aranyecset (ősbemutató, Zichy Színműhely-Hatszín Teátrum, 2021)
- Gazsó L. Ferenc: Add tovább (ősbemutató, Zichy Színműhely-Hatszín Teátrum, 2022)

## Főbb tanári munkái
- Frank Wedekind: A tavasz ébredése
- Tennessee Williams: A vágy villamosa 2 alkalom
- William Shakespeare kurzus 2 alkalom
- Anton Pavlovics Csehov: Három egyfelvonásos
- Tennessee Williams: Nyár és füst
- John Osborne: Dühöngő ifjúság
- Müller Péter - Görgey Gábor - Seress Rezső: Szeressük egymást...
- Puccini: Gianni Schicchi (Liszt Ferenc Zeneművészeti Egyetem)
- 2018-ban megalapította a Károli Gáspár Református Egyetem Egyetemi Színpadát

## Filmjei gyermekszínészként
- Telefonpapa (1982)
- Buci királyfi megpróbáltatik (tévéjáték)
- Legyél te is Bonca! (1984)
- Torta az égen (1984)
- Gyerekrablás a Palánk utcában (1985)